# Maria an Callas
Maria an Callas ist ein deutscher Liebesfilm aus dem Jahr 2006 von Regisseurin Petra Katharina Wagner, die auch das Drehbuch schrieb. Die Hauptrollen spielten Götz George, Claudia Michelsen und Monica Bleibtreu.

## Inhalt
Josts Frau Maria verstarb kürzlich an den Folgen einer Krankheit. Beim Sortieren ihres Nachlasses stößt er zusammen mit seinem Sohn auf eine elektronische Konversation, welche auf Marias Notebook gespeichert ist, zwischen seiner Frau und einer Unbekannten, die den Namen Anni trägt. Die Betreffzeile jeder E-Mail der beiden Frauen ist „Maria an Callas“, was sich aus der gemeinsamen Bewunderung der beiden Frauen für die Sängerin Maria Callas herleitet.
Er entscheidet sich, die Konversation weiterzuführen und die virtuelle Persönlichkeit seiner verstorbenen Frau anzunehmen, ohne „Anni“ dies mitzuteilen. Dadurch erfährt er, dass Anni auch vor einigen Jahren einen ähnlichen Verlust hinnehmen musste. Er macht sich auf den Weg und quartiert sich in dem kleinen Hotel, das Anni betreibt, ein. Noch weiß Anni nicht, dass es sich bei Jost um die Person handelt, die sie für Maria hält und mit der sie fast jeden Tag kommuniziert. Nach einiger Zeit verlieben sich Jost und Anni ineinander, was aus Annis E-Mails an seine verstorbene Frau Maria bestätigt wird. Erst später wird er sich bewusst, wie falsch es von ihm war, sie über die E-Mails auszuspionieren und die Informationen zu seinem Vorteil auszunutzen.
Jost reist wieder ab, Anni stellt jeglichen Kontakt zu Jost ein. Beide merken jedoch, dass sie zueinander gehören und dass sich ihre Gefühle nicht aufgrund des Schriftwechsels ergeben haben. Während Jost eine Oper besucht, ist Anni auf dem Weg zu seinem Haus und sieht sich dort um. Jost verlässt die Aufführung vorzeitig, da ihn die Gefühle für Anni und die Erinnerung an seine verstorbene Frau nicht loslassen. Als er in seinem Haus ankommt, findet er jedoch nur Annis Schal, sie ist schon wieder auf dem Rückweg. Jost fährt wieder an den Ort, an dem sie sich kennen und lieben lernten. Auf einer Treppe am Strand begegnen sie sich erneut.

## Hintergrund
Die Uraufführung des Films fand am 4. Mai 2006 statt.
Der Film wird von Stücken der „Maria Callas“ durchzogen. Das Stück „Casta Diva, che inargenti“ aus der Oper Norma findet sich in einigen Remixstücken und Unterhaltungsausschnitten wieder. Des Weiteren sind auf dem Soundtrack viele Swing- und Soulstücke zu finden. Das Lied H.H.E-Clix ist ein technoähnlicher Remix in dem einige Passagen aus Norma zu hören sind.

## Kritiken
„In wenig überzeugender Fernsehästhetik umgesetzte Psycho-Liebesgeschichte, die ihre durchaus bemerkenswerten Darsteller ebenso wie das Publikum notorisch unterfordert.“

„Der Film ‚Maria an Callas‘ von Petra Katharina Wagner leistet mustergültige Trauerarbeit. Alles, was das Leben an Qualität aufzubieten hat, wird aufgeboten. […] ‚Maria an Callas‘ ist beseelt von dem Glauben an ein richtiges Leben, das sich – allen Wahrheitsfragen zum Trotz – vor allem als guter Stil manifestiert. Das richtige Geschirr, die richtige gute Luft, die richtige Zubereitung von Fisch, die richtige Musik auf dem richtigen Tonträger (Callas auf Vinyl). […] ‚Maria an Callas‘ ist deutsches Gefühlskino, powered by Brigitte oder Petra oder Für Sie (und ihn, wenn er bereit ist, Gefühle zu zeigen).“

„Kitsch in Märchenatmosphäre […], Petra K. Wagner hat für die ARD eine solche Geschichte verfilmt. […] Happy End? Klar. Zutaten bis dahin: Tränen, verhangene Fenster, Schneestürme, Maria-Callas-Arien, schönes Geschirr. […] Hübsch, kurzweilig, sehenswert.“